# Karl Bodmer
Karl Bodmer (ur. 6 lutego 1809 w Zurychu, zm. 30 października 1893 w Paryżu) – szwajcarski malarz. 
Na swoich obrazach uwieczniał część zachodnią Stanów Zjednoczonych. Towarzyszył niemieckiemu badaczowi Maximilianowi zu Wied-Neuwiedowi w ekspedycji na rzece Missouri w latach 1832-1834. Był zatrudniony u Maximiliana, jego zadaniem było malowanie obrazów przedstawiających różne plemiona zachodu Ameryki.
Kiedy podróż się zakończyła, powrócił do Niemiec z Księciem Maximilianem, a następnie udał się do Barbizon we Francji, gdzie przyjął francuskie obywatelstwo. Zmienił swoje imię na „Charles Bodmer”.
Obecnie największą liczbę jego dzieł posiada Joslyn Art Museum w Omaha.